# Великая суббота
Вели́кая суббо́та (греч. Μεγάλο Σάββατον), Страстна́я суббота — суббота Страстной седмицы, посвящённая воспоминанию погребения и пребывания во гробе тела Иисуса Христа и сошествия Христа во ад, — согласно вероучению большинства христианских конфессий. 

## Православие

### Общие замечания
Службы Великой субботы сохранили ряд характерных черт раннехристианского богослужения, и ряд литургических особенностей этого дня прослеживается уже в памятниках IV века («Паломничество Эгерии»). К числу таких особенностей можно отнести следующие:
1. Великая суббота — постная суббота и одновременно канун Светлого Воскресения, вследствие чего богослужение Великой субботы содержит как траурные, так и праздничные черты.
2. По обычаю важнейших постных дней, литургия совершается после вечерни (как в Великий четверг, навечерия Рождества Христова и Богоявления).
3. В Великую субботу в древности совершалось крещение оглашенных, в связи с чем в богослужении присутствуют многочисленные ветхозаветные чтения[1].
4. При произнесении ектений и при малом и великом входе на Литургии духовенство становится не на амвоне (как обычно), а перед плащаницей на средине храма.

Богослужение Великой субботы начинается, согласно уставу, с раннего утра и продолжается до конца дня: песнопения последней службы Великой субботы — полунощницы — предваряют торжественную пасхальную заутреню.

### Утреня

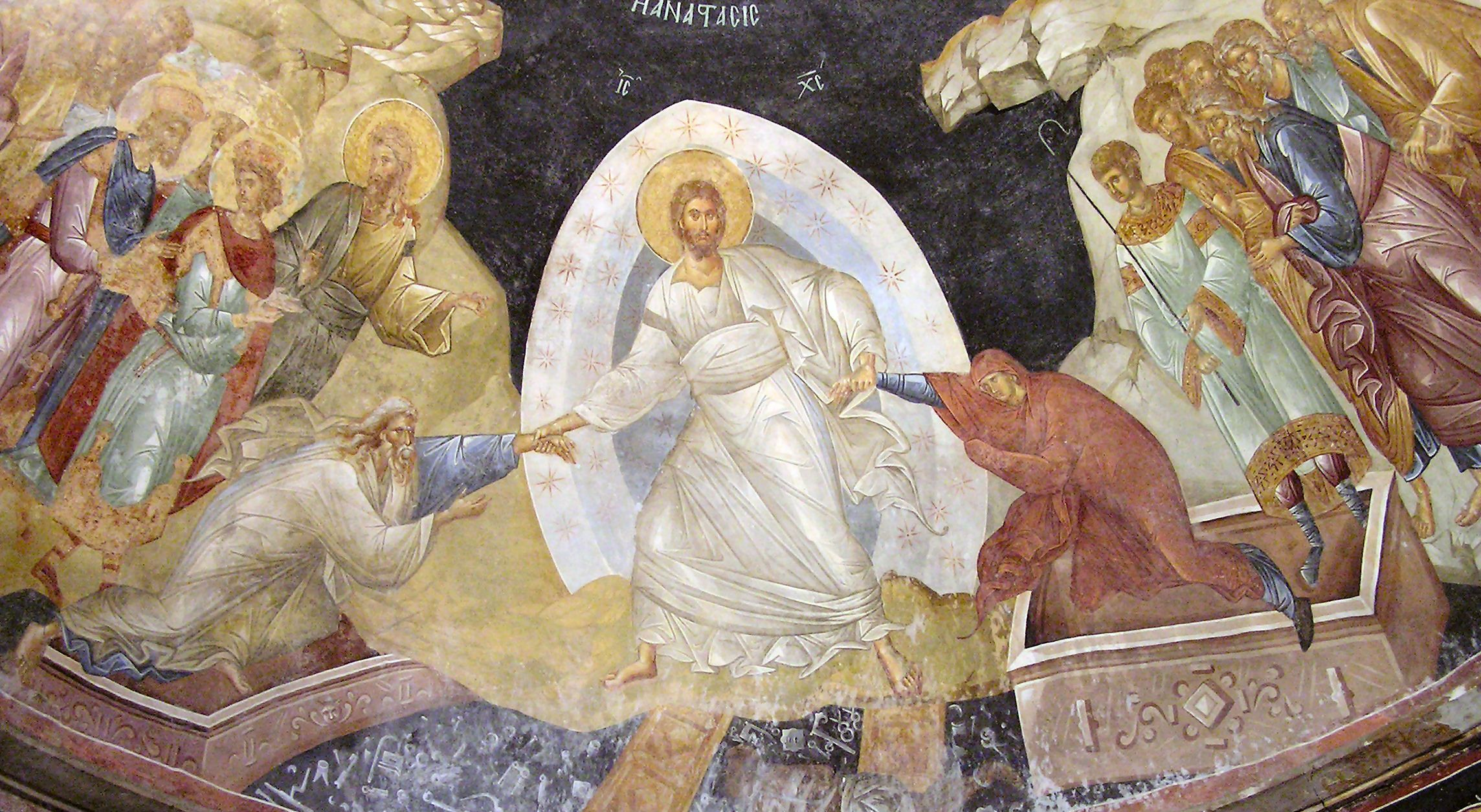
Христос возводит из ада Адама и Еву (фреска, монастырь Хора, XIV век)

По Типикону, утреня должна начинаться ночью, но в современной практике Русской православной церкви она совершается вечером в пятницу. После шестопсалмия и «Бог Господь...» поются тропари «Благообразный Иосиф...» (см. Великая пятница), «Егда́ снизше́д еси к смерти...» и «Мироносицам жена́м...» (тропари из воскресной утрени второго гласа), тематически связывающие Великую субботу с предшествующей пятницей и наступающей Пасхой. После пения тропарей священнослужители выходят из алтаря к плащанице, лежащей на середине храма, и здесь читают особые припевы — «похвалы» к каждому пропеваемому хором стиху 118-го псалма (к «Непорочнам». Самый протяжённый (176 стихов) библейский псалом 118, воспевающий блаженство праведников, ходящих в законе Господнем, является в православном богослужении и заупокойным (входит в состав парастаса — заупокойной утрени, а также чина погребения (отпевания)), и воскресным. Его присутствие в утрене Великой субботы ещё раз подчёркивает связь этого дня и с событиями прошедшей Великой пятницы (смерть и погребение Христа), и наступающего Воскресения.
«Непорочны» завершаются воскресными тропарями Иоанна Дамаскина (обычно поются на полиелее воскресной утрени) — ещё одно указание на грядущее Воскресение, хотя обычного (для воскресной утрени) чтения Евангелия в Великую субботу не положено. Поэтому после них сразу читается псалом 50, а затем исполняется канон с ирмосами: «Волною морскою». Этот канон поётся также в пасхальную полунощницу и при иерейском погребении. Первая, третья, четвёртая и пятая песни канона написаны епископом Марком Отрантским, шестая, седьмая, восьмая и девятая — Космой Майумским). С XVI века широко распространено убеждение, что ирмосы этого канона написаны монахиней Кассией, хотя более ранние рукописи атрибутируют часть ирмосов императору Льву VI Мудрому.
После канона, хвалительных стихир и великого славословия плащаница крестным ходом под пение Трисвятого обносится вокруг храма, подносится к открытым царским вратам и возвращается на «гробницу» посреди храма. Отсутствующую утреннюю литургию заменяет «служба чтений» перед плащаницей. Здесь последовательно прочитываются:

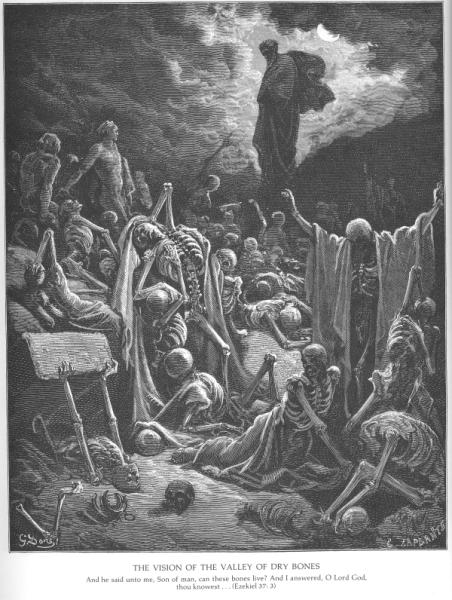
Видение Иезекииля о долине костей (Гюстав Доре)

- тропарь пророчества: «Содержа́й концы́...»,
- прокимен паремии: «Воскресни́, Господи, помози нам,..» со стихом,
- паремия Иез. 37:1-14 — видение Иезекииля о поле «сухих костей», которые по слову Божию соединяются жилами, покрываются кожею, а затем, после схождения на них духа, мертвецы оживают. «И узнаете, что Я Господь, когда открою гробы ваши и выведу вас, народ Мой, из гробов ваших, и вложу в вас дух Мой, и оживете, и помещу вас на земле вашей, и узнаете, что Я, Господь, сказал это — и сделал, говорит Господь.» Это видение Иезекииля представляется как пророчеством о воскресении мёртвых, так и о схождении Духа Святого (поэтому читается также в Пятидесятницу),
- прокимен Апостола: «Воскресни́, Господи Боже мой,..» со стихом,
- составное чтение из апостола (1Кор. 5:6-8 и Гал. 3:13-14) о плодах смерти Спасителя,
- аллиуиарий: «Да воскреснет Бог, и расточатся врази Его» со стихами: «Яко исчезает дым,..» и «Та́ко да погибнут грешницы...»,
- Евангелие (Мф. 27:62-66 — первосвященники опечатывают Гроб Господень и приставляют к нему стражу,
- ектении: полная сугубая и просительная,
- великий отпуст: «Иже нас ради человеков...»,
- многолетны,
- стихира на целование Плащаницы: «Приидите, ублажим Иосифа приснопамятнаго,..»,
- первый час (присоединяется к утрени).

Часы 3-й, 6-й, 9-й и изобразительны совершаются отдельно.

### Вечерня и литургия Василия Великого
Литургия Василия Великого в Великую субботу соединяется с вечерней (схожий порядок можно видеть в Великий четверг, навечерия Рождества Христова и Богоявления). Памятник IV века «Паломничество Эгерии» свидетельствует, что литургия Великой субботы и пасхальная литургия совершались без перерыва, одна за другой, но в разных частях Храма Гроба Господня. В современной практике время совершения литургии Великой субботы перенесено на утро, но уставное требование совершать литургию после вечерни сохранено. 
На вечерне после входа с Евангелием и «Свете тихий» читаются пятнадцать паремий — ветхозаветных пророчеств о страстях, смерти, воскресении Спасителя и о грядущей славе Новозаветной Церкви. Порядок чтения паремий таков:
1. Быт. 1:1-13 — первые три дня сотворения мира: отделение света от тьмы, создание небесной тверди, разделение моря и суши, создание растений.
2. Ис. 60:1-16 — «Восстань, светись, Иерусалим», пророчество о грядущей славе Иерусалима, то есть новозаветной Церкви.
3. Исх. 12:1-11 — повеление Моисею и Аарону о чине ветхозаветной Пасхи; принесение агнца и помазание его кровью косяков дверей прообразовательно указывает на новозаветного Агнца — Христа. Как кровь пасхального агнца спасла еврейских первенцев от истребляющего ангела, так и Христос Своей Кровью избавил христиан от смерти и тления. Иона под тыквой (слева); кит извергает Иону на сушу (справа). Миниатюра из минология Василия II

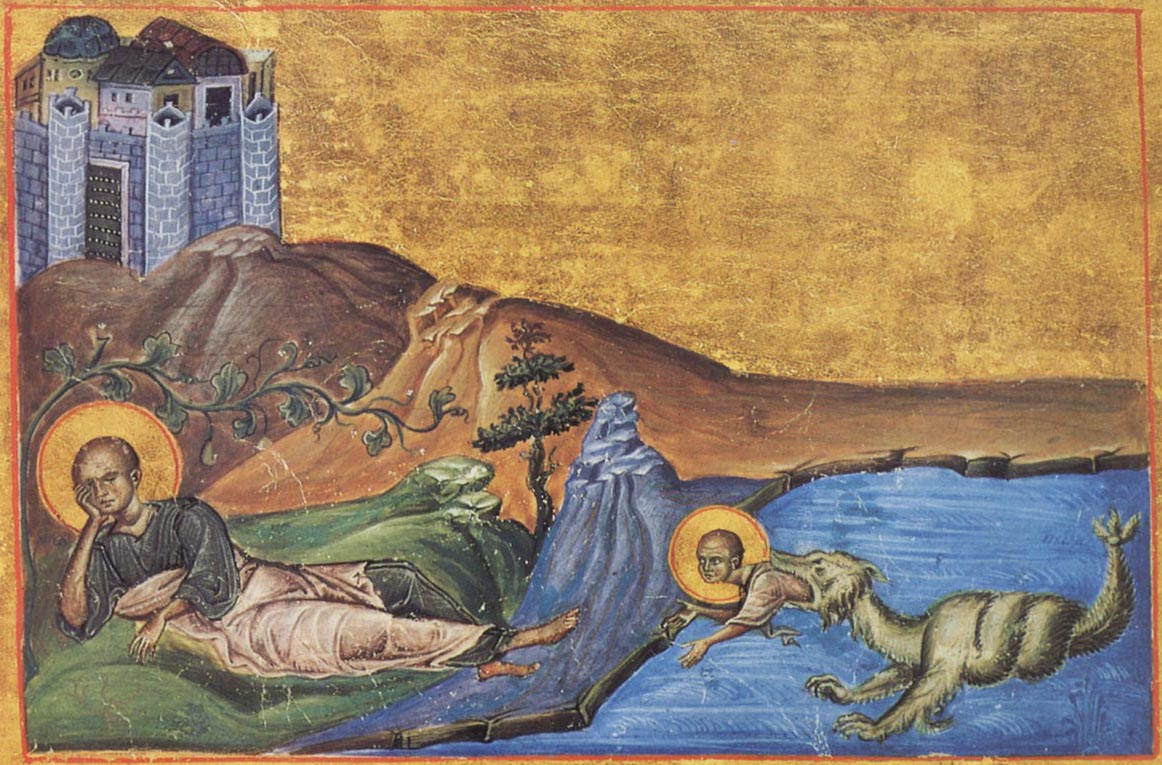
Иона под тыквой (слева); кит извергает Иону на сушу (справа). Миниатюра из минология Василия II

4. Иона. 1-4 — история пророка Ионы, которую сам Христос называл знамением Своей смерти и воскресения (Мф. 12:39-40). Молитва Ионы из чрева кита (Иона. 2) — одна из библейских песен, является постоянной темой для шестой песни канона утрени.
5. Нав. 5:10-15 — третья в ветхозаветной истории Пасха (первая, совершённая Иисусом Навином в Земле обетованной). Исход израильтян и гибель войска фараона. Фреска из синагоги Дура Европос (III век)

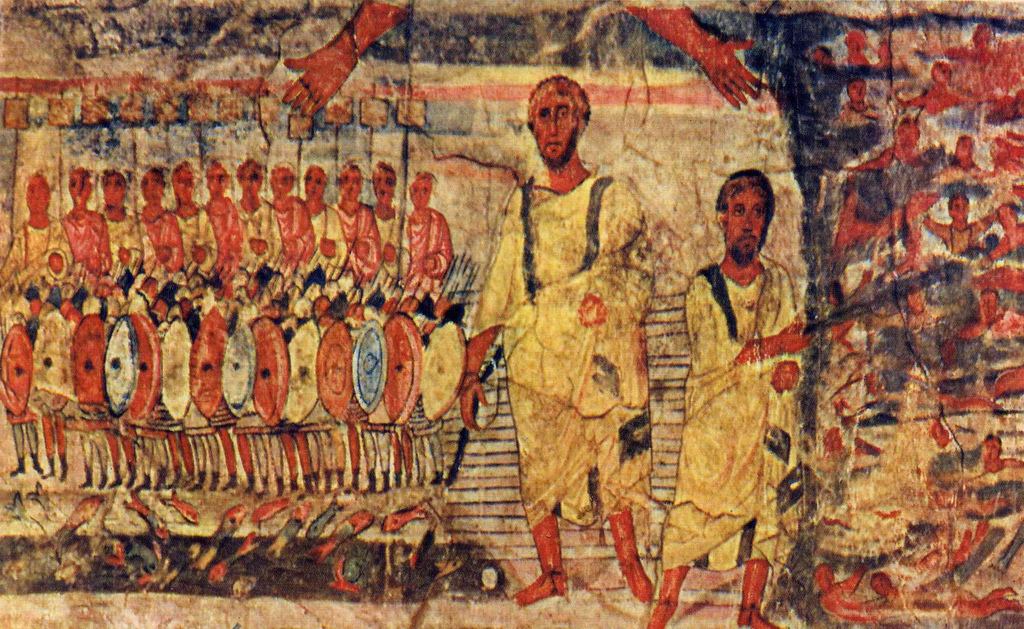
Исход израильтян и гибель войска фараона. Фреска из синагоги Дура Европос (III век)

6. Исх. 13:20-22, Исх. 14:1-31, Исх. 15:1-19 — сыны Израилевы переходят посуху Чермное море; благодарственная песнь «Пою Господу, ибо Он высоко превознесся; коня и всадника его ввергнул в море». Исход евреев из Египта, «дома рабства», прообразовательно указывает на освобождение христиан от рабства греху; переход через море является ветхозаветным образом крещения. Песня из Исх. 15 — одна из библейских песен, является постоянной темой для первой песни канона утрени. В данном случае эта песня читается при открытых царских вратах чтецом респонсорно с хором. На каждый стих песни хор отвечает припевом: «Славно бо прославися». Окончание последнего тропаря чтец пропевает сам.
7. Соф. 3:8-15 — пророчество Софонии о будущей славе Сиона, то есть новозаветной Церкви: «Ликуй, дщерь Сиона! торжествуй, Израиль! веселись и радуйся от всего сердца, дщерь Иерусалима! Отменил Господь приговор над тобою, прогнал врага твоего! Господь, царь Израилев, посреди тебя: уже более не увидишь зла»
8. 3Цар. 17:1, 8-23 — Илия у вдовы в Сарепте Сидонской чудесно умножает муку и масло, а затем воскрешает её умершего сына.
9. Ис. 61:10-11, Ис. 63:1-5 — пророчество Исайи о славе Иерусалима.Жертвоприношение Авраама - мозаика собора Монреале (XII век)

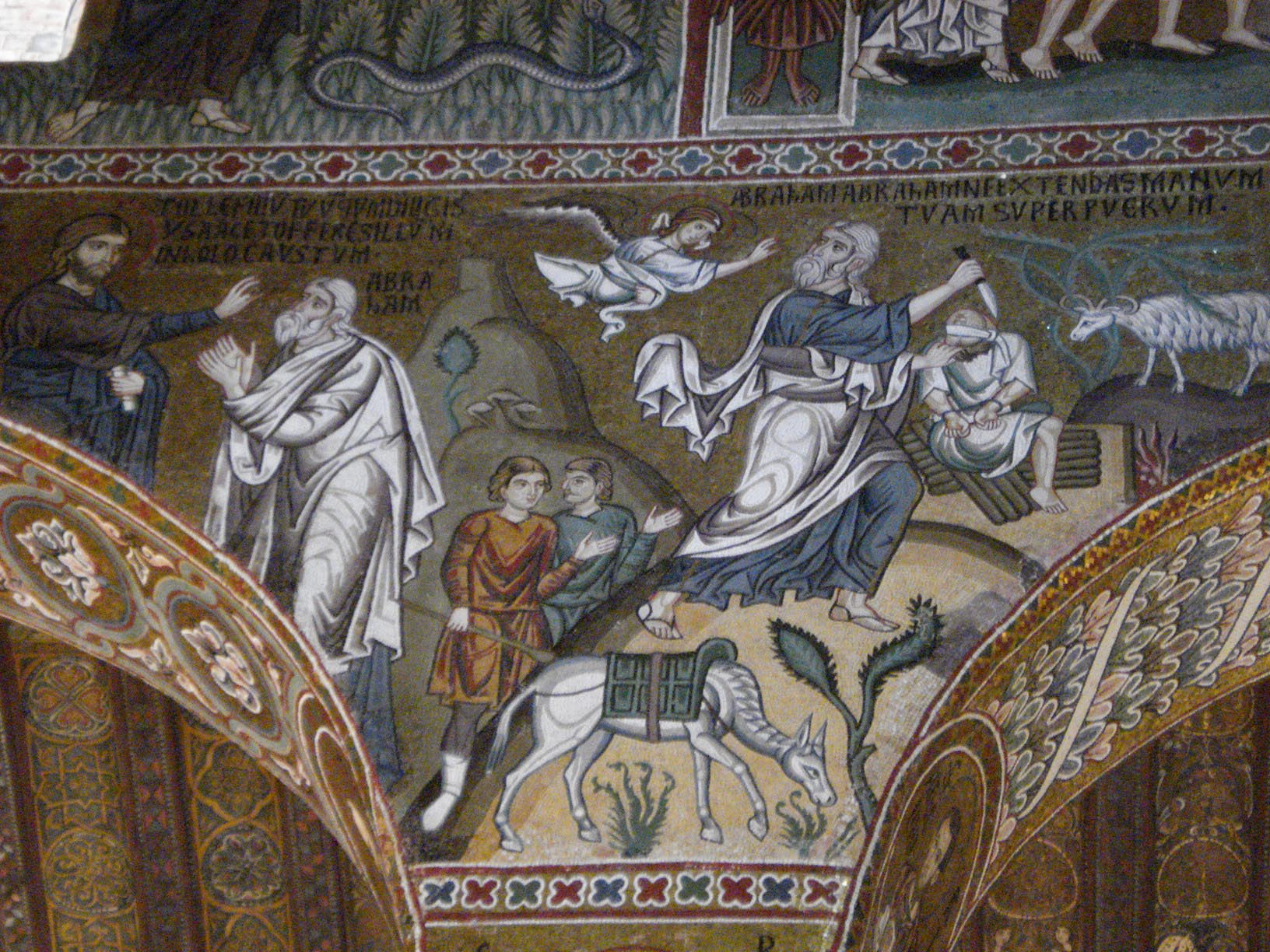
Жертвоприношение Авраама - мозаика собора Монреале (XII век)

10. Быт. 22:1-18 — жертвоприношение Авраамом Исаака, символический образ крестной жертвы Сына Божьего. Подобно Исааку, Христос принёс Себя в жертву, покоряясь воле Отца; жертвоприношение Авраама принесло благословение на всех его потомков по плоти, то есть ветхозаветную Церковь, а крестная жертва принесла благословение Божие всем потомкам Авраама по вере — новозаветной Церкви.
11. Ис. 61:1-9 — пророчество Исайи о Христе («Дух Господа Бога на Мне, ибо Господь помазал Меня благовествовать нищим, послал Меня исцелять сокрушенных сердцем, проповедывать пленным освобождение и узникам открытие темницы, проповедывать лето Господне благоприятное»), которое Сам Христос читал в синагоге Назарета (Лк. 4:17-19)
12. 4Цар. 4:8-37 — воскрешение Елисеем умершего сына сонамитянки.
13. Ис. 63:11-19, Ис. 64:1-5 — изображение Исайей скорби стеснённых и преследуемых иудеев и их молитва об избавлении. Исайя, предвидя время Нового завета, называет Бога Отцом: «Только Ты — Отец наш; ибо Авраам не узнаёт нас, и Израиль не признаёт нас своими; Ты, Господи, Отец наш, от века имя Твое: „Искупитель наш“».
14. Иер. 31:31-34 — пророчество Иеремии о заключении Нового завета между Богом и Его народом, исполнившееся благодаря смерти и воскресению Христа.
15. Дан. 3:1-88 — история трёх отроков в печи огненной, любимый древними христианами сюжет (часто встречается в катакомбной живописи, в изображениях на саркофагах). Избавление Богом трёх еврейских юношей от огня прообразует избавление Христом Своих верных от смерти и ада; таинственный Четвёртый, ходящий посреди огня, видом подобный сыну Божию, знаменует Христа, победившего смерть и сошедшего за Своими верными даже в ад. Песнь трёх отроков из Дан. 3 — одна из библейских песен, является постоянной темой для седьмой и восьмой песен канона утрени. В данном случае эта песня читается при открытых царских вратах чтецом респонсорно с хором. На каждый стих песни хор отвечает припевом: «Господа пойте и превозносите Его во веки». Окончание последнего тропаря чтец пропевает сам.

Такое большое количество паремий, читающихся на вечерне Великой субботы, напоминает о том, что именно во время этого богослужения в Константинопольской и Иерусалимской церквах совершалось массовое крещение оглашенных. О двенадцати паремиях, читавшихся в Храме Гроба Господня, упоминается уже в «Паломничестве Эгерии» (IV век), в Типиконе Великой церкви (IX-X века) указывается уже пятнадцать паремий (обязательно читались первые семь и пятнадцатая — из Даниила, остальные — в случае большого количества новокрещённых). Вновь крещённые во главе с епископом шествовали от купели в храм под пение «Ели́цы во Христа крести́стеся, во Христа облеко́стеся» (см. Гал. 3:27), этот гимн, напоминающий о древней практике крещения, заменяет в Великую субботу обычное литургическое Трисвятое. Новокрещённым же предлагалось апостольское чтение Рим. 6:3-11, сохранившееся в современной литургии Великой субботы и напоминающее, что «крестившиеся во Христа Иисуса в смерть Его крестились», умерли для греха и живы в Боге.
Аллилуиарий перед чтением Евангелия (Аллилуйа со стихами из Псалтири) в Великую субботу заменяется (единственный раз в году) на пение стихов 81-го псалма «Воскресни́, Боже, суди́ земли, яко Ты насле́диши во всех язы́цех», при многократном пении которых служащее духовенство (а также облачения Престола и жертвенника) меняет великопостные чёрные одеяния на белые. Читается заключительная 28 глава Евангелия от Матфея, повествующая о воскресении Христовом и о подкупе первосвященниками стражников, читается в полном объёме только в этот день (в другие дни читается только её завершение Мф. 28:16-20).
Последующее последование литургии Великой субботы совершается по чину Василия Великого. Единственная особенность литургии верных — пение вместо Херувимской песни древнего гимна Иерусалимской церкви:
Да молчи́т вся́кая плоть челове́ча, и да стои́т со стра́хом и тре́петом, и ничто́же земно́е в себе́ да помышля́ет: Царь бо Ца́рствующих и Госпо́дь госпо́дствующих прихо́дит закла́тися и да́тися в снедь ве́рным. Предхо́дят же сему ли́цы А́нгельстии со вся́ким Нача́лом и Вла́стию, многоочи́тии Херуви́ми и шестокрила́тии Серафи́ми, ли́ца закрыва́юще и вопию́ще песнь: Аллилу́иа, Аллилу́иа, Аллилу́иа.
Задостойник:
Не рыда́й Мене́, Ма́ти, зря́щи во гро́бе, Его́же во чре́ве без се́мене зачала́ еси́ Сы́на: Воста́ну бо и просла́влюся, и вознесу́ со Сла́вою непреста́нно я́ко Бог, ве́рою и любо́вию Тя велича́ющыя.
Поскольку после окончания субботней литургии молящиеся не расходились, но ожидали пасхальной утрени, совершалось благословение хлебов и вина (наподобие обычной воскресной вечерни, но без пшеницы и елея), которые раздавались верным для подкрепления. Временной промежуток между вечерней Великой субботы и пасхальной утреней заполнялся великим чтением — чтением Деяний святых апостолов. В современной практике благословение хлебов и вина происходит сразу по окончании литургии Василия Великого, то есть в первой половине субботнего дня, а чтение Деяний — вечером.
В храме Гроба Господня в это время ежегодно проводится последование Святого Света (Благодатного огня), вынос которого из кувуклии символизирует выход из гроба воскресшего Христа, «Света Истинного».

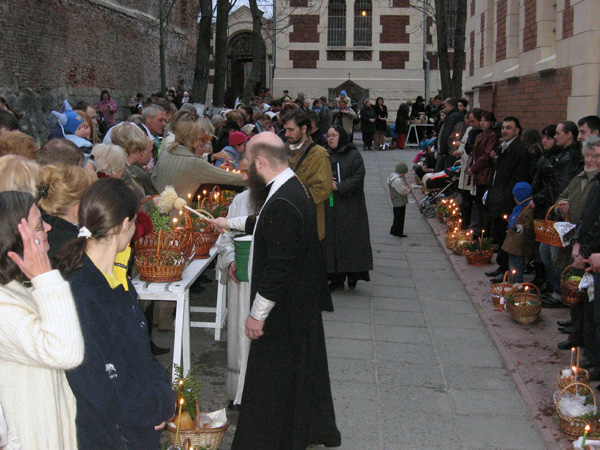
Освящение куличей на Пасху во Львове

В течение Великой субботы, по современной русской практике, в храмах обычно происходит освящение пасхальной пищи — яиц, куличей, творожных пасх (хотя, согласно букве Устава, оно должно совершаться после пасхальной литургии).
Незадолго до полуночи во всех храмах служится пасхальная полунощница, на которой плащаницу уносят в алтарь и полагают на престол. Крестный ход, Пасхальную утреню, часы и Литургию — торжественное богослужение, посвящённое воскресению Христа, обычно начинают в полночь.

## Католицизм

### Римский обряд

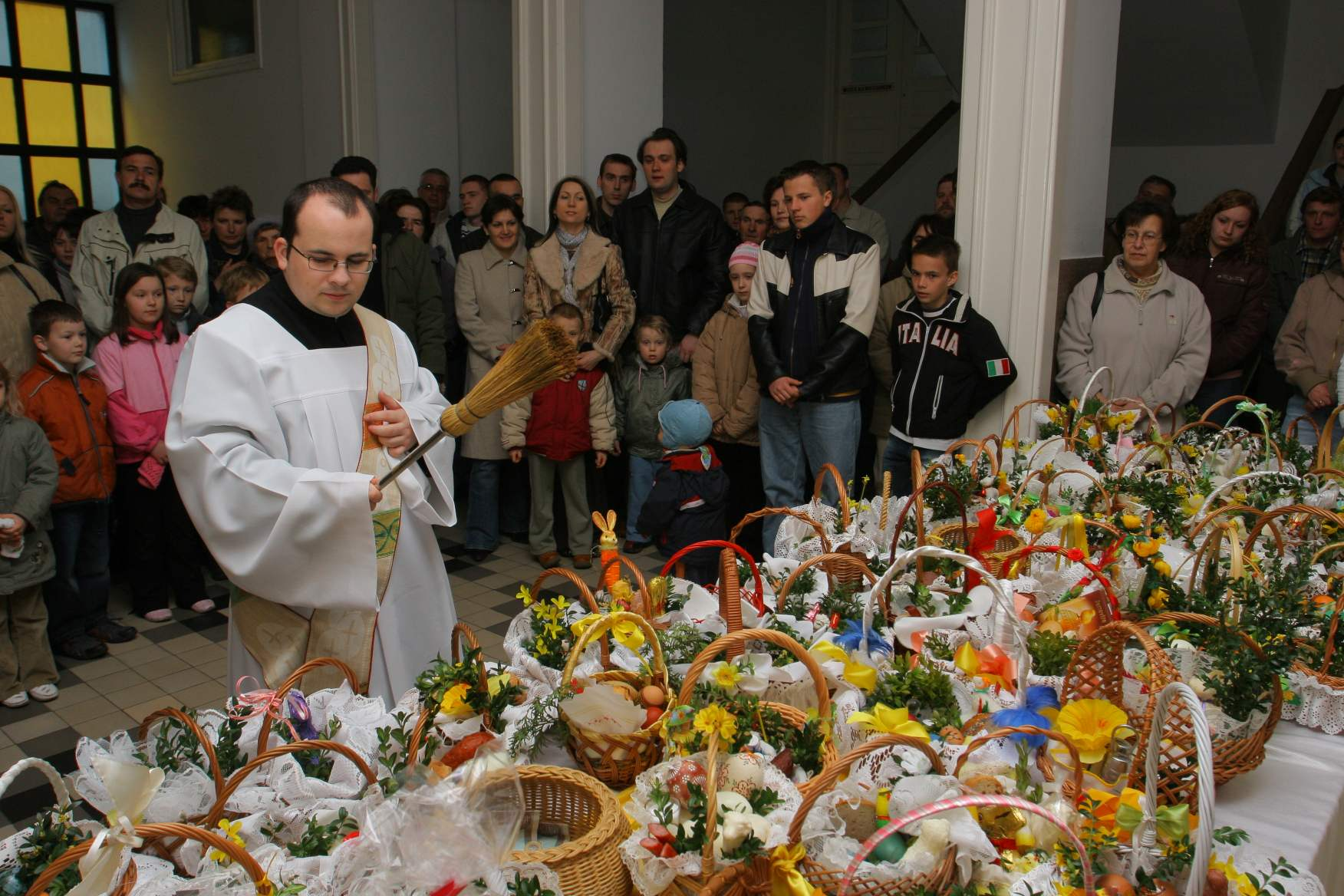
Освящение пасхальной пищи в католической церкви

В Католической церкви Великая суббота — последний день Пасхального триденствия. Это день тишины, в который верующие молятся и размышляют о тайне Спасения. В этот день не совершается литургия, поэтому алтарь остаётся разоблачённым. В Великую субботу запрещено преподавать причастие, исключение делается лишь для «виатика», последнего причастия, преподаваемого умирающим. В храмах верующие молятся в индивидуальном порядке перед часовней со Святыми Дарами, символизирующей Гроб Господень. Иногда в церквях публично читается Литургия часов. Также в этот день совершается освящение пасхальной пищи.
Торжественное пасхальное богослужение, навечерие Пасхи, начинают в настоящее время обычно в полночь (иногда раньше, но, как правило, после наступления темноты). Перед началом навечерия заканчивается поклонение у Гроба Господня. Священник или диакон, облачённый в стихарь и столу, начинает петь краткую песнь прославления Святых Даров, после её окончания переносит Дары из часовни Гроба Господня в храмовую дарохранительницу. Непосредственно перед началом богослужения навечерия Пасхи в храме гасят весь свет.
Навечерие Пасхи (подробнее см. Пасхальное богослужение) начинается с Литургии Света. Во дворе храма разводится костёр, от которого священник зажигает большую пасхальную свечу, «пасхал», и входит в храм, провозглашая «Свет Христа». От пасхала верующие в храме зажигают свои свечи. Свет пасхальных свечей символизирует христианское учение, призванное просветить мир. Заканчивается Литургия Света «Провозглашением Пасхи» (Exultet), древним христианским гимном.
Во время Литургии Слова читается не три, как в обычные дни, а девять библейских чтений, семь ветхозаветных чтений призваны показать божественный замысел в отношении человечества от момента сотворения человека до пришествия Христа на Землю, чтения из Апостола и Нового Завета иллюстрируют события и значение Воскресения Христа в деле спасения людей. После ветхозаветных чтений поётся торжественный гимн Gloria, причём при исполнении гимна впервые с литургии Великого четверга звучит орган. С этого момента богослужение сопровождается звуками музыкальных инструментов. Перед евангельскими чтениями звучит торжественное «Аллилуйя».
В католической церкви сохраняется древний христианский обычай во время литургии пасхальной ночи проводить крещение взрослых. Принятие таинства в такую ночь считается особенно почетным. Литургия Крещения следует сразу за Литургией Слова. После крещения следует Евхаристическая Литургия, проводимая обычным порядком, но сопровождаемая торжественными пасхальными песнопениями. Заканчивается служба торжественным провозглашением «Христос воскрес», на что прихожане отвечают «Воистину воскрес» и крестным ходом вокруг храма.
С V века Великая суббота считалась в латинском обряде днём строгого поста, в настоящее время пост отменён, но традиция поститься в этот день сохранилась в ряде стран. Так как на богослужении навечерия Пасхи совершалось крещение катехуменов, в Великую субботу проводились предкрещальные обряды — передача Символа веры, то есть чтение его крещаемыми, возложение на них рук, помазание их елеем и др. В эпоху позднего средневековья пасхальное бдение переместилось на полдень Великой субботы, после реформ середины XX века оно снова стало совершаться с наступлением темноты.

### Амвросианский обряд
После утрени, на которую архиепископ приносил светильник, в соборе читались книга Бытия и Евангелие. Затем один из священников приносил для благословения большую свечу. После обряда зажжения «нового огня» читались шесть паремий, а затем все клирики во главе с архиепископом следовали в баптистерий. Крещение оглашенных совершалось пресвитерами, а архиепископ в это время совершал мессу в базилике базилике Святого Амвросия, так как Великая суббота являлась в Милане днём памяти святого Амвросия.
После мессы в базилике архиепископ возвращался в баптистерий, где благословлял новокрещённых. Мессу для них служил один из пресвитеров в присутствии архиепископа. После неё архиепископ, клирики и новокрещённые шли в другую церковь (Святой Фёклы), где архиепископ возглашал «Христос Господь воскрес» и начинал пасхальную мессу.
В Новое время, а затем и в результате литургической реформы Павла VI амвросианский чин Великой субботы претерпел значительные изменения. В настоящее время в Милане в этот день совершается крещальная литургия по римскому реформированному чину, сохранившая девять библейских чтений и некоторые местные особенности (отличный от римского текст Exultetа, чин провозглашения Пасхи предстоятелем («Христос Господь воскрес! Благодарение Богу! Аллилуйя») после шести ветхозаветных чтений (соответствующий древнему входу в церковь Святой Фёклы), особенная амвросианская шестая анафора).

## Древние восточные церкви

### Армянский обряд
Чин всенощного бдения Великой субботы восходит к древнему богослужению Иерусалимской церкви и состоит из вечерни и литургии. Вечерня начинается с возжжения трёх светильников при чтении 112 псалма (традиционно читается на трапезе в ветхозаветную Пасху). Двенадцать паремий вечерни соответствуют иерусалимскому лекционарию V века: Быт. 1:1-3:24 (сотворение мира и первородный грех); Быт. 22:1-18 (жертвоприношение Авраама); Исх. 12:1-24 (повеление Моисею и Аарону о ветхозаветной Пасхе); Иона. 1—4 (книга Ионы полностью); Исх. 14:24-15:21 (переход израильтян через Чермное море и благодарственная песнь Моисея); Ис. 60:1-13 ("Восстань, светись, Иерусалим"); Иов. 38:2-28 (Бог говорит с Иовом);  4Цар. 2:1-22 (вознесение Илии, первые чудеса Елисея);  Иер. 31:31-34 (пророчество о заключении Нового завета); Нав. 1:1-18 (Бог делает Иисуса Навина вождём Израиля); Иез. 37:1-14 (видение Иезекииля о воскрешении мёртвых); Дан. 3:1-90 (история трёх отроков в печи огненной и их благодарственная песнь).
После шестой паремии в храме зажигаются все светильники, молящиеся также держат в руках зажжённые свечи. После чтения паремий вечерня переходит в литургию, на которой читаются уже пасхальные чтения (1Кор. 1:1-15 и Мф. 28:1-20).

### Западно-сирийский обряд
Ночью с Великой пятницы на Великую субботу в монастырях совершается всенощное бдение, а в приходских храмах - чтение Псалтири над "гробом Господним". В середине дня (после богослужебного девятого часа) совершается литургия и чин покаяния, готовящий верных к Светлому Воскресению.

### Восточно-сирийский обряд
В ночь на Великую субботу совершается в Ассирийской церкви Востока одно из немногих всенощных бдений, схожее по чину с бдением ночи на Великую пятницу. Вечером в субботу совершается уже пасхальное всенощное бдение, состоящее из вечерни, чина омовения престола, крещения оглашенных, покаянного чина и литургии. На вечерне читаются прообразующие крестную жертву и пребывание во гробе Сына Божьего паремии Быт. 22:1-19 (жертвоприношение Авраама) и Иона. 2:1-10 (молитва Ионы из чрева кита), апостол 1Кор. 1:18-31 ("мы проповедуем Христа распятого, для Иудеев соблазн, а для Еллинов безумие, для самих же призванных, Иудеев и Еллинов, Христа, Божию силу и Божию премудрость") и евангельское повествование о страже у гроба Мф. 27:62-66. 
Литургия Великой субботы содержит уже пасхальные чтения: 1Кор. 15:20-28 и (Мф. 27:1-20). Начиная с Великой субботы и вплоть до Рождества Христова, Ассирийская церковь совершает обычную (в отличие от "великопостных" литургий, приписываемых Феодору Мопсуестийскому и Несторию) литургию апостолов Аддаи и Мари.